# Nikaragujský průplav

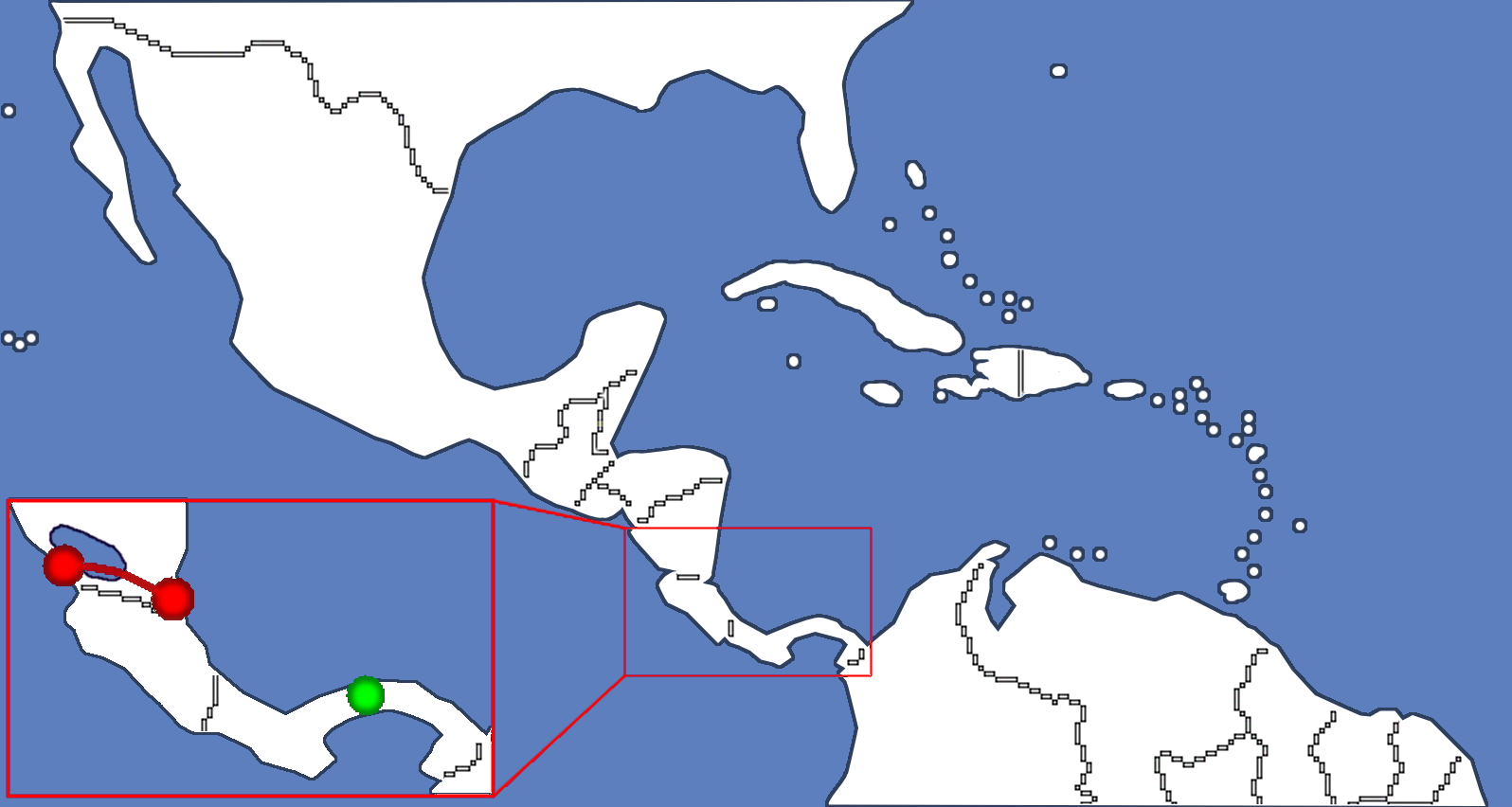
poloha Nikaragujského (červeně) a Panamského průplavu (zeleně)

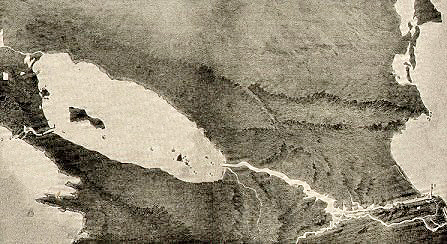
studie trasy Nikaragujského průplavu z přelomu 19. a 20. století

Nikaragujský průplav je projekt vodního transoceánského průplavu mezi Atlantikem a Pacifikem přes území Nikaraguy. Tento průplav by měl být již druhým ve středoamerickém regionu, měl by se nacházet ve vzdálenosti přibližně 700 km od Panamského průplavu. Trasa vodní cesty by měla vést částečně přes jezero Nikaragua.

## Historie
Myšlenkou na propojení Karibského moře a Pacifiku stálou vodní cestou se začali zabývat španělští kolonizátoři na počátku 16. století již krátce po svém příchodu do oblasti Střední Ameriky. Varianta spojení oceánů skrz území Nikaraguy vedla z Karibského moře přes řeku San Juan do jezera Nikaragua, jehož vodní hladina je v nadmořské výšce 32 m n. m. a následně umělým korytem skrz šíji Rivas do Pacifiku.
Během 19. století vykrystalizovaly z mnoha nápadů a idejí dvě možnosti propojení oceánů – Panamský a Nikaragujský průplav. V době kalifornské zlaté horečky dostal Cornelius Vanderbilt nápad přepravovat obyvatele východního pobřeží USA do Kalifornie přes Nikaraguu. V roce 1849 založil Accessory Transit Company, která vozila pasažéry z karibského pobřeží na loďkách proti proudu řeky San Juan a přes jezero Nikaragua do města Rivas, pak dostavníky do pacifického přístavu San Juan del Sur a odtud do San Franciska. Společnost získala podporu nikaragujské vlády, proti tomu se však postavil britský kapitál a výsledkem byla řada vojenských převratů v zemi. Vanderbiltova společnost přepravila dva tisíce cestujících měsíčně, lístek stál 300 dolarů. Byla to nejrychlejší a nejlevnější cesta z východu na západ USA. V roce 1861 přistoupil Vanderbilt na návrh konkurenční Pacific Mail Steamship Company, že mu bude vyplácet 56 000 dolarů ročně jako odškodné, když zruší provoz své společnosti.
Konečné rozhodnutí amerického Kongresu o volbě mezi nikaragujskou a panamskou trasou průplavu ovlivnila série známek vydaných nikaragujskou poštou v roce 1900. Byla na nich vyobrazena sopka Momotombo, které výtvarník pro větší efekt přimaloval chochol kouře. To po lobbování Williama Nelsona Cromwella, který zastupoval vlastníky pozemků v Panamě, posílilo obavy ze sopečné aktivity v zemi, která by mohla ohrožovat plavbu, a projekt Nikaragujského průplavu zůstal neuskutečněn. V roce 1912 provedli Američané do země vojenskou invazi, aby dohlíželi na své investice včetně monopolu na případnou výstavbu průplavu. V roce 1914 pak sepisují Nikaragua a USA smlouvu Bryan-Chamarro, díky které získávají Spojené státy americké právo vystavět průplav na nikaragujském území. USA však neměly v zájmu průplav v Nikaragui vystavět, snažily se chránit své investice v Panamském průplavu a zabránit jakékoli jiné světové mocnosti (především Spojenému království) ve výstavbě Nikaragujského průplavu. Smlouva byla zrušena v roce 1970, aniž by k výstavbě průplavu došlo.

## 21. století
Roku 1999 zřídila nikaragujská vláda Pracovní komisi pro Velký transoceánský kanál (španělsky Comisión de Trabajo para el Gran Canal Interoceánico). V roce 2006 Nikaragua veřejně prezentovala svůj záměr výstavby průplavu. O projekt nového průplavu projevilo zájem např. Rusko, Spojené arabské emiráty, Čína nebo Japonsko. Nikaragujský parlament schválil projekt v červenci 2012, od stejného data zpracovávalo koncorsium nizozemských firem Royal HaskoningDHV a Ecorys studii přesného trasování průplavu, technického řešení a dopadů výstavby na životní prostředí. Průplav byl projektován o délce přibližně 278 km s trasou z Punta Gorda na karibském pobřeží přes jezero Nikaragua do Brito na tichomořském pobřeží.
Koncesi na výstavbu a 50leté provozování průplavu získala v roce 2013 hongkongská společnost HKND Group, v jejímž čele stojí miliardář Wang Ťing (Jing). Na konci roku 2014 bylo ohlášeno zahájení stavebních prací a započalo se s budováním několika dočasných přístupových cest. V listopadu 2015 bylo oznámeno, že hlavní stavební práce na zdymadlech začnou na konci roku 2016. Nicméně ani v roce 2017 stavební práce nebyly zahájeny. V září 2017 Agence France-Presse informovala o tom, že projekt byl „odložen na neurčito“. V dubnu 2018 HKND Group zavřela své kanceláře v Hongkongu, aniž by zanechala informaci o nové adrese či jiný kontakt. K nezdaru projektu přispěly mimo jiné protesty ekologů a domorodého obyvatelstva, finanční problémy firmy HKND Group a ochabnutí zájmu Číny a její podpora rozšíření Panamského průplavu. Projekt je považován za opuštěný, zamrzlý.

## Technické parametry
Pracovní komise pro Velký transoceánský kanál zveřejnila v roce 2006 vlastní studii proveditelnosti projektu výstavby, jeho vlivu na ekonomiku země, zabývala se též důsledky na životní prostředí apod. Odklonilo se od řešení, které vedlo přes hraniční řeku San Juan kvůli případným sporům s Kostarikou. Jako nejpřijatelnější byla vybrána trasa využívající toků řek Rama, Oyate, Las Layas a Brito. Trasa je dlouhá 286 km, z toho 80 po jezeře Nikaragua, kde by lodě pluly jižně od ostrova Ometepe. Na pacifické straně průplavu by byla osazena jedna zdymadla, na atlantické tři. Plavební komory by měly mít šířku 64 m, délku 466 m a hloubku 34 m. Nikaragujský průplav by svými rozměry (především hloubkou 22 m) umožnil proplout i lodím o výtlaku 250 000 tun, pro které je svými rozměry Panamský průplav nedostatečný. Odhadované náklady na stavbu průplavu byly stanoveny na 30 miliard dolarů.

## Galerie

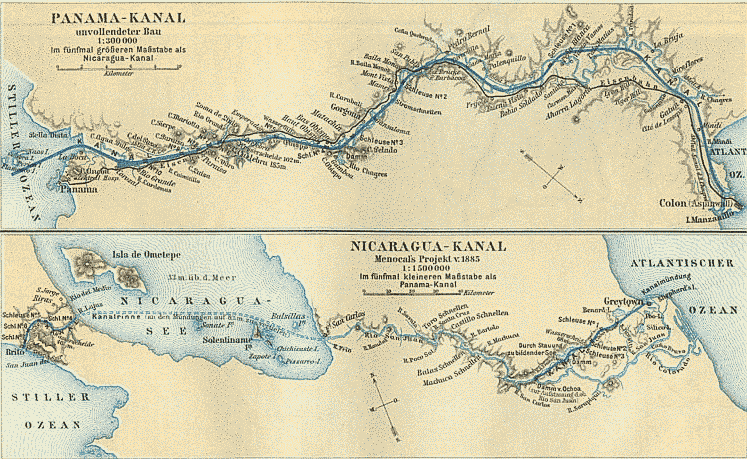
Trasy Panamského a Nikaragujského průplavu dle studie z roku 1885.
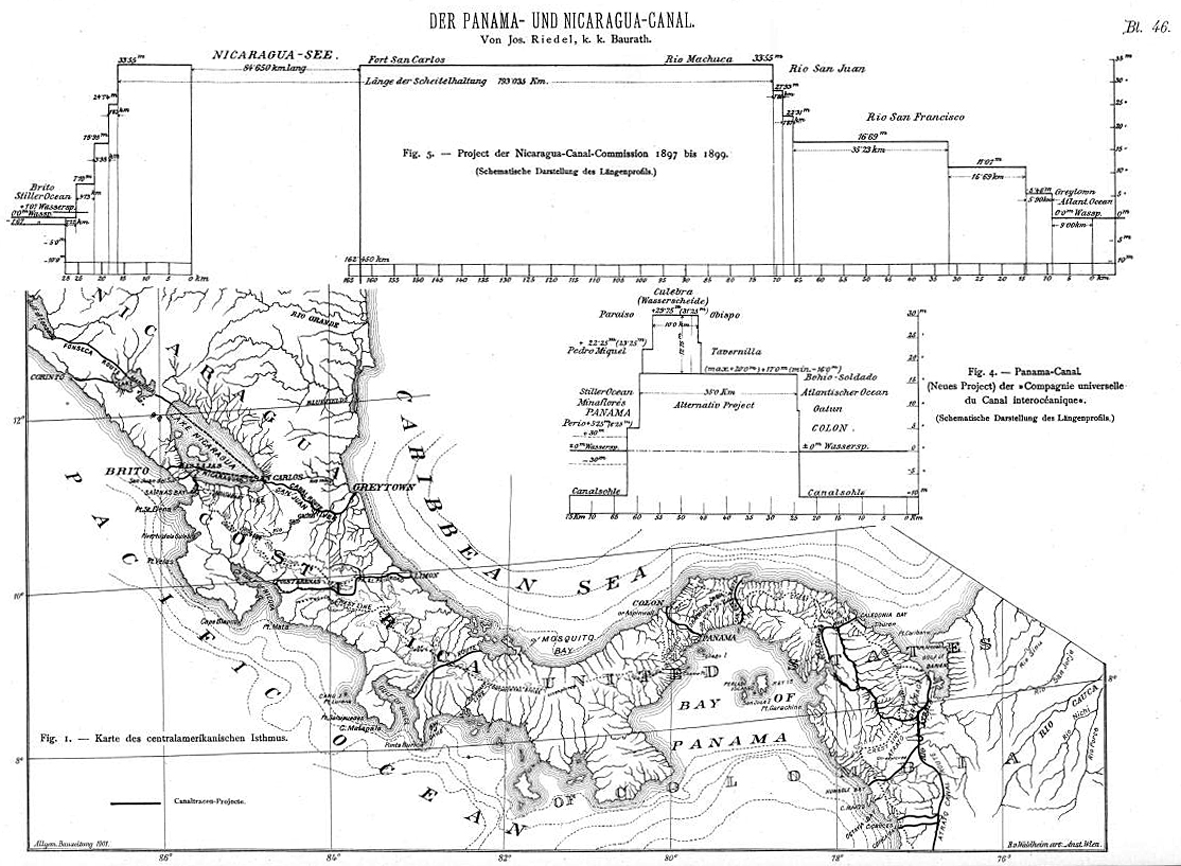
Situace a výškové profily Panamského a Nikaragujského průplavu (studie 1901).
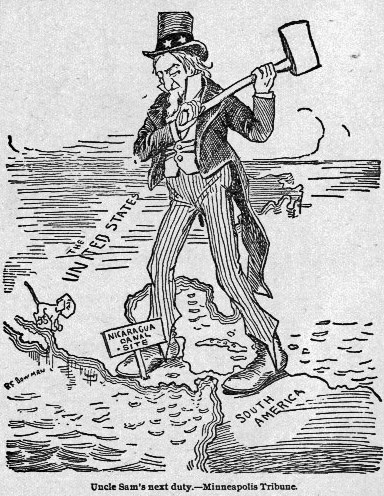
Americká karikatura z roku 1885.